# Prismognathus kucerai
Prismognathus kucerai là một loài bọ cánh cứng trong họ Lucanidae. Loài này được Baba mô tả khoa học năm 2005.